# Proteza (jezikoslovlje)
Proteza je u jezikoslovlju naziv za dodavanje glasa na početku riječi. Glas dodan početku riječi na ovaj način naziva se protetskim glasom.
Razlog iza nastanka proteze u jeziku su fonotaktička pravila tog jezika. U staroslavenskome (i drugim slavenskim jezicima) postojalo je fonotaktičko pravilo prema kojemu riječ nije mogla počinjati nekim samoglasnicima, odnosno svaka je riječ završavala samoglasnikom, te bi nastajao zijev (hijat) ako bi sljedeća počinjala samoglasnikom. Zbog tog razloga praslavenskim riječima s početnim samoglasnicima sustavno su dodani protetski suglasnici j- i v-.
| Praslavenski       | Staroslavenski |
| ------------------ | -------------- |
| *onь (miris, vonj) | vonь           |
| *ěsti (jesti)      | jasti          |
| *ęzykъ (jezik)     | językъ         |
| *ъpiti (vapiti)    | vъpiti         |

## Proteza u hrvatskom jeziku
U dijalektologiji hrvatskoga jezika poznate su tri vrste proteze: j-proteza, v-proteza i h-proteza.
| Izvorni oblik riječi | Proteza               |
| -------------------- | --------------------- |
| rvati se             | hrvati se (h-proteza) |
| ujna                 | vujna (v-proteza)     |
| igla                 | jigla (j-proteza)     |